# Finikária
Finikária (grec moderne : Φοινικάρια) est un village de Chypre de plus de 339 habitants.